# Partículas da língua japonesa
As partículas da língua japonesa, joshi (じょし) ou teniowa (てにをは) são sufixos da gramática japonesa que seguem ou modificam um substantivo, verbo, adjetivo ou sentença. Elas possuem uma grande variedade gramatical e podem ter vários significados ou funções, como expressar a emoção e a intenção do falante.

## Ortografia e dicção
As partículas são escritas em hiragana no japonês moderno, embora algumas ainda são escritas em forma de kanji (弖 ou 天 para "te" て; 爾 para "ni" に; 乎 ou 遠 para "o" を; e 波 para "wa" は). As partículas seguem as mesmas regras de transcrição fonética de todas as palavras japonesas, com exceção de は (escreve-se "ha", pronuncia-se "wa"), へ (escreve-se "he", pronuncia-se "e") e を (escrito usando um caractere hiragana que não tem outro uso no japonês moderno, originalmente atribuído à "wo", atualmente é comumente pronunciado como "o", apesar de alguns falantes ainda pronunciarem "wo"). Estas exceções são uma remanescência da antiga escrita japonesa.

## Tipo de partículas
Existem oito tipos de partículas, dependendo da função que ela exerce.
- Partículas de marcação (格助詞 kaku-joshi)

が、の、を、に、へ、と、で、から、より
- Marcações paralelas  (並立助詞 heiritsu-joshi)

か、の、や、に、と、やら、なり、だの
- Encerramento de sentenças (終助詞 shū-joshi)

か、の、や、な、わ、とも、かしら
- Partículas de interjeição (間投助詞 kantō-joshi)

さ、よ、ね
- Partículas adverbiais (副助詞 fuku-joshi)

ばかり、まで、だけ、ほど、くらい、など、なり、やら
- Partículas de ligação (係助詞 kakari-joshi)

は、も、こそ、でも、しか、さえ、だに
- Partículas conjuntivas ou subjuntivas  (接続助詞 setsuzoku-joshi)

や、が、て、のに、ので、から、ところが、けれども
- Partículas frasais (準体助詞 juntai-joshi)

の、から
Note que algumas partículas pertencem a mais de um tipo. Por exemplo, "kara" é uma partícula de marcação quando descreve algo que acontece após uma sentença; quando ela descreve uma causa é uma partícula de ligação. 

### Significado e uso
| Partícula | Sentença de exemplo | Tradução |
| --- | --- | --- |
| bakariばかり (許り)                                                                                               | Tradução: "somente”, “sempre”, “cheio de”, “indicar que algo acabou de acontecer”" Coloquialmente: ばっかり bakkari, ばっか bakka | Tradução: "somente”, “sempre”, “cheio de”, “indicar que algo acabou de acontecer”" Coloquialmente: ばっかり bakkari, ばっか bakka |
| Substantivo | Tōkyō wa hito bakari da. 東京は人ばかりだ。 | Tokyo é cheia de pessoas. |
| Verbos na (forma ta)                                                                                              | Tabeta bakari da. 食べたばかりだ。 | Eu acabei de comer. |
| Verbos na (forma te)                                                                                              | Kare wa tabete bakari iru 彼は食べてばかりいる。 | Ele está sempre comendo. |
| bakari kaばかりか (許りか)                                                                                        | Tradução: "não somente/apenas". Acompanhado por さえ sae ("mas também") indica algo incomum ou inesperado. Etimologia: bakari + ka | Tradução: "não somente/apenas". Acompanhado por さえ sae ("mas também") indica algo incomum ou inesperado. Etimologia: bakari + ka |
| Substantivos | Sofu bakari ka, sōsofu sae ikite iru. 祖父ばかりか、曽祖父さえ生きている。 | Não somente meu avô está vivo, como também meu bisavô. |
| bakashiばかし (許し)                                                                                              | bakashi é uma outra forma de bakari. | bakashi é uma outra forma de bakari. |
| dakeだけ (丈) | Tradução: "somente/apenas"; limit. Dake funciona como um substantivo. O Kanji 丈 é menos utilizado. | Tradução: "somente/apenas"; limit. Dake funciona como um substantivo. O Kanji 丈 é menos utilizado. |
| Substantivo | rōmaji dake no jisho ローマ字だけの辞書 | Dicionário apenas com rōmaji |
| Verbo (volitivo)                                                                                                  | Netai dake nereba ii. 寝たいだけ寝ればいい。 | Você pode dormir durma o quanto quiser. |
| da noだの | Tradução: "e, coisas como". Etimologia: "da" (cópula) + no. Esta partícula é usada com muito menos frequência do que o to ka. Muitas vezes com conotações negativas. | Tradução: "e, coisas como". Etimologia: "da" (cópula) + no. Esta partícula é usada com muito menos frequência do que o to ka. Muitas vezes com conotações negativas. |
| Substantivos, adjetivos, verbos                                                                                   | Nattō da no, shīfūdo da no, wasabi da no—nihonshoku ga nigate da. 納豆だの、シーフードだの、わさびだの—日本食が苦手だ。 | Natto, Frutos do mar, wasabi—Comida japonesa não é comigo. |
| deで | Etimologia: Originalmente uma alteração de ni te, posteriormente tratada como uma conjugação da cópula "da". “de” pode ser usado como "em", "de" ou "por meio de". Ao servir como conjugação da forma TE de uma oração subordinada, “de” substitui por “da/desu”, carregando o significado "é, e então...", e assume o tempo do verbo final da frase. | Etimologia: Originalmente uma alteração de ni te, posteriormente tratada como uma conjugação da cópula "da". “de” pode ser usado como "em", "de" ou "por meio de". Ao servir como conjugação da forma TE de uma oração subordinada, “de” substitui por “da/desu”, carregando o significado "é, e então...", e assume o tempo do verbo final da frase. |
| Substantivo: Instrumento                                                                                          | Jitensha de ikimashō. 自転車で行きましょう。 | Vamos andar de bicicleta. |
| Substantivo: local                                                                                                | Koko de yasumitai. ここで休みたい。 | Quero descansar aqui. |
| Substantivos: Linguagem                                                                                           | Nihongo de tegami o kaita. 日本語で手紙を書いた。 | Escrevi uma carta em japonês. |
| Forma TE da cópula: "é, e então..."                                                                               | kimi ga suki de yokatta 君 が 好き で よかった。 | Ainda bem que gosto de você. / Fico feliz em gostar de você. |
| demoでも | Tradução: "mas, só que, porém, contudo, entretanto, no entanto, todavia" Etimologia: de + mo | Tradução: "mas, só que, porém, contudo, entretanto, no entanto, todavia" Etimologia: de + mo |
| Substantivos, partículas: "inclusive/até/até mesmo"                                                               | Uchū kara demo Banri-no-Chōjō ga mieru. 宇宙からでも万里の長城が見える。 | Até do espaço pode-se ver a Grande Muralha da China. |
| Substantivo: "ou / ou outra coisa"                                                                                | Ocha demo, ikaga? お茶でも、いかが？ | Aceita um chá ou alguma outra coisa? |
| Substantivo: "também"                                                                                             | Nihon demo eigo o benkyō suru 日本でも英語を勉強する。 | No Japão, também estuda-se Inglês. |
| No início da frase: "Mas, contudo, mesmo assim"                                                                   | Demo, watashi wa sō omowanai でも、私はそう思わない。 | Mas eu não acho o mesmo. |
| dokoro kaどころか (所か)                                                                                          | Tradução: "’qualquer coisa, exceto’, distante de" Etymology: dokoro (tokoro: place) + ka | Tradução: "’qualquer coisa, exceto’, distante de" Etymology: dokoro (tokoro: place) + ka |
| Substantivos | Kare wa keisatsukan dokoro ka, hanzaisha da. 彼は警察官どころか、犯罪者だ。 | Ele é tudo menos um policial; ele é um criminoso. |
| eへ | Tradução: "ao, em"; direção E é escrito com へ ao invés de え, reflexo do antigo uso do alfabeto japonês. | Tradução: "ao, em"; direção E é escrito com へ ao invés de え, reflexo do antigo uso do alfabeto japonês. |
| Substantivo: direção                                                                                              | Nihon e yōkoso! 日本へようこそ！ | Bem-vindo ao Japão! |
| gaが | Função de: identificador (identifica algo não especificado), conjunção ("mas") Ga (が ou ヶ): Possessivo histórico para conectar substantivos, usado com mais frequência no lugar de ヶ | Função de: identificador (identifica algo não especificado), conjunção ("mas") Ga (が ou ヶ): Possessivo histórico para conectar substantivos, usado com mais frequência no lugar de ヶ |
| Substantivo: Identificador (responde uma pergunta subentendida ou subliminar)                                     | Neko ga esa o tabeta. 猫が餌を食べた。 | O gato comeu a ração. [Responde a pergunta: "O que o gato come?"] |
| Substantivo: Identificador (responde uma pergunta subentendida ou subliminar)                                     | Inu ga suki. 犬が好き。 | Eu gosto de cachorros. [Responde a pergunta: Do que você gosta?] |
| Frases: Conjunção                                                                                                 | Inu wa suki da ga, neko wa kirai da. 犬は好きだが、猫は嫌いだ。 | Eu gosto de cachorros mas odeio gatos. |
| hodoほど (程) | Tradução: "tanto quanto"; “tão … quanto”; “ quanto mais” | Tradução: "tanto quanto"; “tão … quanto”; “ quanto mais” |
| Substantivo | Kare hodo nihongo ga umakunai. 彼ほど日本語がうまくない。 | Meu japonês não é tão bom quanto o dele. |
| Adjetivos* | Hayai hodo ii. 早いほどいい。 | Quanto mais cedo, melhor. |
| Verbo | Aitsu o koroshitai hodo kirai da あいつを殺したいほど嫌いだ。 | Eu o odeio tanto que o queria matar. |
| kaか | Função: marcar uma pergunta, alternativo para conjunção, citação expressando dúvida; "se", especialmente quando usado com dō ka ("ou não"). | Função: marcar uma pergunta, alternativo para conjunção, citação expressando dúvida; "se", especialmente quando usado com dō ka ("ou não"). |
| Substantivo, verbos: alternativas para listagem                                                                   | Kore ka, sore ka, docchika erande yo. これか、それか、どっちか選んでよ。 | Este ou aquele, escolha um deles. |
| Substantivo, verbos: "se (ou não)"                                                                                | Iku ka [dō ka] wakaranai. 行くか（どうか）分からない。 | Eu não sei [se sim ou se não / se] ele vai. |
| Advérbio (interrogativo): incerto.                                                                                | Dokoka de mita koto ga aru. どこかで見たことがある。 | Eu acho que vi você em algum lugar antes. (Você parece familiar) |
| Frases: pergunta.                                                                                                 | Wakaru ka? 分かるか？ | Você entendeu? (informal) |
| Frases: pergunta, retórica                                                                                        | Eigo nannte wakaru ka! 英語なんて分かるか! | Por que diabos Eu entenderia inglês? (informal) |
| Frases: pergunta, convite                                                                                         | Sate, dekake yō ka? さて、出かけようか？ | Certo, então nós devemos sair? |
| Frase: citação expressando dúvida.                                                                                | Iku ka to omoimasu ga... 行くかと思いますが。。。 | Eu acho que ele vai (mas não tenho certeza)... |
| kaiかい | kai é uma variação gentil masculina para marcar uma pergunta ka. | kai é uma variação gentil masculina para marcar uma pergunta ka. |
| ka naかな | Tradução: "Eu me pergunto" (Nota: "Ka na" implica ter algo em mente . Ao retirar o "na" [ka naa] implica menos certeza.) Etimologia: ka + na | Tradução: "Eu me pergunto" (Nota: "Ka na" implica ter algo em mente . Ao retirar o "na" [ka naa] implica menos certeza.) Etimologia: ka + na |
| Frases | Kare wa ayashii hito ka na. 彼は怪しい人かな。 | Me pergunto se ele é uma pessoa suspeita. |
| karaから | Tradução: "de, depois, porque" Kara pode ser seguido por no para unir dois substantivos. | Tradução: "de, depois, porque" Kara pode ser seguido por no para unir dois substantivos. |
| Substantivo: "a partir, por"                                                                                      | Tōkyō kara kaetta. 東京から帰った。 | Ele retornou de Tóquio. |
| Substantivo: "a partir, por"                                                                                      | zutto mae kara no hanashi ずっと前からの話 | Uma conversa do caminho de volta |
| Verbo (forma "te"): "depois"                                                                                      | Owatte kara, kite kudasai. 終わってから、来てください。 | Por favor venha após terminar (após você ter acabado). |
| Adjetivos, Verbos: "porque"                                                                                       | Niku o tabenai kara, raamen wa dame da 肉を食べないから、ラーメンはだめだ。 | Porque ele não come carne, ramen é ruim (é uma ideia ruim). |
| ka shiraかしら | Ka shira é como o ka na, mas é usado por mulheres. | Ka shira é como o ka na, mas é usado por mulheres. |
| Phrases | Kare wa ayashii hito ka shira. 彼は怪しい人かしら。 | Me pergunto se ele é uma pessoa suspeita. |
| kedoけど | Tradução: "apesar, mas" Etimologia: kedo é uma forma abreviada da versão formal keredomo. Também aparece de forma semi-abreviada e semi-formal como keredo ou kedomo. | Tradução: "apesar, mas" Etimologia: kedo é uma forma abreviada da versão formal keredomo. Também aparece de forma semi-abreviada e semi-formal como keredo ou kedomo. |
| Adjetivos, verbos                                                                                                 | Kanojo wa hen da kedo kirei da. 彼女は変だけどきれいだ。 | Ela é estranha mas é bonita. |
| kiriきり (切り)                                                                                                   | Tradução: "somente, exatamente, justamente" Kiri é usado com menos frequência que dake, funciona como substantivo e pode ser seguido pela partícula no. | Tradução: "somente, exatamente, justamente" Kiri é usado com menos frequência que dake, funciona como substantivo e pode ser seguido pela partícula no. |
| Substantivo | futari kiri no o-mise 二人きりのお店 | Uma loja com só duas pessoas. |
| koro/goroごろ (頃)                                                                                                | Tradução: "por volta, cerca de , aproximadamente" Koro funciona como um substantivo e pode ser seguido por no. | Tradução: "por volta, cerca de , aproximadamente" Koro funciona como um substantivo e pode ser seguido por no. |
| Substantivo | San-ji goro ni aimashō. 三時ごろに会いましょう。 | Vamos nos encontrar por volta das 3 horas. |
| kosoこそ | Funciona como: Marcador de ênfase. Não há tradução direta, mas podemos fazer uma analogia as palavras "precisamente" ou "exatamente", como nos exemplos abaixo. | Funciona como: Marcador de ênfase. Não há tradução direta, mas podemos fazer uma analogia as palavras "precisamente" ou "exatamente", como nos exemplos abaixo. |
| Frases | Kyō koso, yaru zo! 今日こそ、やるぞ！ | Hoje, Eu vou fazer isso! |
| Frases | Kimi ga suki da kara koso kore dake ganbatte iru n da yo. 君が好きだからこそこれだけがんばっているんだよ。 | É exatamente por gostar de você que estou trabalhando tão duro. |
| Frases | Kochira koso, yoroshiku onegai shimasu. こちらこそ、よろしくお願いします。 | O prazer é todo meu. (Enfatiza este lado ou eu também) |
| kurai/guraiくらい・ぐらい (位)                                                                                    | Tradução: "cerca de, aproximadamente" Kurai funciona como um substantivo e pode ser seguido por no. | Tradução: "cerca de, aproximadamente" Kurai funciona como um substantivo e pode ser seguido por no. |
| Substantivo | Juppun kurai kakaru 十分くらいかかる。 | Leva cerca de 10 minutos. |
| madeまで (迄) | Tradução: "até, até que, ir até" Indica um tempo ou local limite. | Tradução: "até, até que, ir até" Indica um tempo ou local limite. |
| Substantivo (especificamente um local ou tempo)                                                                   | Kono densha wa, Shimonoseki made ikimasu. この電車は、下関まで行きます。 | Este trem vai até Shimonoseki. |
| Verbo | Kaeru made matte iru. 帰るまで待っている。 | Eu vou esperar até você chegar em casa. |
| made niまでに (迄に)                                                                                              | Tradução: "às (um certo tempo)" Etimologia: made + ni | Tradução: "às (um certo tempo)" Etimologia: made + ni |
| Substantivo, verbo                                                                                                | Ku-ji made ni kaeru. 九時までに帰る。 | Vou voltar às 9 horas. |
| meめ (目) | me (目 apenas): partícula ordinal me (め apenas): "Droga..."; abusivo/pejorativo | me (目 apenas): partícula ordinal me (め apenas): "Droga..."; abusivo/pejorativo |
| Substantivo Classificador: ordinal                                                                                | Amerika wa nikai me desu. アメリカは二回目です。 | Este é minha segunda vez na América. |
| Substantivo: abusivo "Droga..."                                                                                   | Orokamono me! 愚か者め！ | [Você] droga de idiota! |
| moも（亦） | Tradução: "também" Mo sempre substitui wa e ga, mas pode seguir outras partículas. | Tradução: "também" Mo sempre substitui wa e ga, mas pode seguir outras partículas. |
| Substantivo, frases                                                                                               | Watashi ni mo kureta. 私にもくれた。 | (Ele) também me deu algo. |
| mono/monもの・もん                                                                                                | Verbo + mono (物) : Transforma verbos em substantivos (só se aplica a certos verbos) もの/もん quando no final da sentença: finalização casual feminina の; もん Muito feminino e um pouco atrevido. | Verbo + mono (物) : Transforma verbos em substantivos (só se aplica a certos verbos) もの/もん quando no final da sentença: finalização casual feminina の; もん Muito feminino e um pouco atrevido. |
| Com verbos | Nomimono 飲み物 | Bebida |
| Com verbos | Tabemono 食べ物 | Comida |
| Com verbos | Ikimono 生き物 | Ser vivo |
| No final da frase                                                                                                 | "Doushite konakatta no?" "Jugyō ga attanda mono." 「どうしてこなかったの？」「授業があったんだもの。」 | "Por que você não veio?" "É que eu tive aula" |
| No final da frase                                                                                                 | "Doushite konakatta no?" "Jugyō ga attanda mon." 「どうしてこなかったの？」「授業があったんだもん。」 | "Por que você não veio?" "É que eu tive aula." |
| mono deもので | Similar ao ので. | Similar ao ので. |
| mono ka/mon-kaものか/もんか                                                                                       | Colocando no final da sentença, exprime um forte declínio. (Mais sutil: もの/もんですか) | Colocando no final da sentença, exprime um forte declínio. (Mais sutil: もの/もんですか) |
| No final da sentença                                                                                              | Makeru-monka! 負けるもんか! | Não me renderei! |
| No final da sentença                                                                                              | Dare ga anna tokoro-ni nido to iku-mondesuka! 誰があんなところに二度と行くもんですか! | Quem se atreve a ir a um lugar como este pela segunda vez! |
| mono naraものなら (物なら)                                                                                        | Se (eu/nós/etc.) poderia / teria | Se (eu/nós/etc.) poderia / teria |
| mono oものを | Usado em frases pra lamentar algo que deveria ter sido feito. | Usado em frases pra lamentar algo que deveria ter sido feito. |
| Frases | "Sukida" to hito koto itte kure-sae shi-tara kekkon deki-ta mono o... "好きだ"と一言言ってくれさえしたら、結婚できたものを... | Se você tivesse dito "eu gosto de você", poderíamos ter nos casado... |
| na e naaな(and なる)・なあ・なぁ                                                                                  | Na (な Apenas): usado com uma classe de adjetivos que se comportam gramaticalmente como substantivos. Uma forma mais antiga de na é naru (なる), que é usado da mesma maneira. Se na segue um verbo na forma de dicionário, é um comando negativo ("Não... "). No entanto, se posto junto ao radical do verbo, implica o oposto: "faça...". Também é usado para modificar substantivos no geral, antes de outras partículas que não podem seguir diretamente substantivos (ex. no de). Etimologia: O na usado com substantivos (incluindo adjetivos-na) é uma forma de ligação. Na ou naa no final de uma sentença é uma variante do ne, implicando uma reflexão mais profunda. | Na (な Apenas): usado com uma classe de adjetivos que se comportam gramaticalmente como substantivos. Uma forma mais antiga de na é naru (なる), que é usado da mesma maneira. Se na segue um verbo na forma de dicionário, é um comando negativo ("Não... "). No entanto, se posto junto ao radical do verbo, implica o oposto: "faça...". Também é usado para modificar substantivos no geral, antes de outras partículas que não podem seguir diretamente substantivos (ex. no de). Etimologia: O na usado com substantivos (incluindo adjetivos-na) é uma forma de ligação. Na ou naa no final de uma sentença é uma variante do ne, implicando uma reflexão mais profunda. |
| Verbo | Suru-na するな | Não faça (alguma coisa). |
| Verbo | Tabe-na 食べな | Coma / Por favor coma. |
| adjetivo-na | hen na hito 変な人 | Pessoa estranha |
| Frases | Hen da na! 変だな！ | Que estranho! |
| nadoなど (等) | Tradução: "Etc., assim por diante, coisas como" Funciona como substantivo e pode ser seguido por no. | Tradução: "Etc., assim por diante, coisas como" Funciona como substantivo e pode ser seguido por no. |
| Substantivo | Nattō ya kabuki nado wa Nihon dake ni aru. 納豆や歌舞伎などは日本だけにある。 | coisas como natto e kabuki só têm no Japão. |
| nanka/nanteなんか・なんて (何か・何て)                                                                            | Função: Enfatiza desgosto, desprezo, ou outra forma de sentimento negativo do falante. Nante é um pouco mais formal que nanka. | Função: Enfatiza desgosto, desprezo, ou outra forma de sentimento negativo do falante. Nante é um pouco mais formal que nanka. |
| Substantivo | Jogen nanka iranai. 助言なんかいらない。 | Eu não preciso de conselho (algum). |
| Verb | Oyogu nante dekinai. 泳ぐなんてできない。 | Eu não sei nadar. |
| Adjetivos | Ōkiku nanka nai kedo, kirei da. 大きくなんかないけど、きれいだ。 | Não é grande [nem nada], mas é bonito. |
| naraなら | Tradução: "se"; condicional forma hipotética ou condicional. Relaciona a forma formal naraba. | Tradução: "se"; condicional forma hipotética ou condicional. Relaciona a forma formal naraba. |
| Substantivos, adjetivos, verbos, frases                                                                           | Atsui nara, eakon o tsukete 暑いなら、エアコンを付けて。 | Se estiver com calor, ligue o ar-condicionado. |
| neね | Tradução: "não é?", "hem," ; interjeição, tag question Similar ao português "né?", Pergunta ou mostra concordância e reflexão sobre o tema quando no final da frase. Também usado antes das frases para chamar a atenção do ouvinte (informal). | Tradução: "não é?", "hem," ; interjeição, tag question Similar ao português "né?", Pergunta ou mostra concordância e reflexão sobre o tema quando no final da frase. Também usado antes das frases para chamar a atenção do ouvinte (informal). |
| Frases | Kimi wa kashikoi yo ne. 君は賢いよね。 | Você é bem esperto, hem! |
| Frases | Kakkō ii desu ne. 格好いいですね。 | Legal, né? |
| Frases | Ne, ima nanji? ね、いま何時？ | Hey, Que horas são? |
| niに | Tradução: "a, em, pelo, por"; objeto indireto, direção; seguindo um na-adjetivo, ele cria um advérbio. | Tradução: "a, em, pelo, por"; objeto indireto, direção; seguindo um na-adjetivo, ele cria um advérbio. |
| Substantivo: local                                                                                                | Gakkō ni iru. 学校にいる。 | Estou na escola. |
| Substantivo: direção                                                                                              | Gakkō ni iku. 学校に行く。 | Vou para a escola. |
| Substantivo: Objeto indireto                                                                                      | Ore ni kaese. 俺に返せ。 | Devolva para mim. |
| Substantivo: passivo                                                                                              | Ka ni sasareta. 蚊にさされた。 | Eu fui picado por um mosquito. |
| Substantivo, verbos (apenas radical): propósito, intenção                                                         | Eiga o mi ni iku. 映画を見に行く。 | Estou indo assistir um filme. |
| Adjetivo: forma adverbial                                                                                         | teinei, teinei ni 丁寧、 丁寧に | educado, educadamente |
| ni teにて | Versão formal da partícula de, funciona exatamente da mesma forma. Etimologia: Caso partícula ni + partícula conjuntiva te | Versão formal da partícula de, funciona exatamente da mesma forma. Etimologia: Caso partícula ni + partícula conjuntiva te |
| ni waには | Tradução: "em; na, no; a fim de, para"; Etimologia: ni + wa (é sempre escrito com は) O wa é a partícula de tópico. Serve como ênfase para um final negativo. | Tradução: "em; na, no; a fim de, para"; Etimologia: ni + wa (é sempre escrito com は) O wa é a partícula de tópico. Serve como ênfase para um final negativo. |
| Substantivos: "for"                                                                                               | Shichimi wa, watashi ni wa kara-sugiru. 七味は、私には辛すぎる。 | Shichimi é muito apimentado pra mim. |
| Substantivo: "em, quanto a, falando sobre"                                                                        | Kyōto ni wa hana ga aru. 京都には花がある。 | Existem flores em Kyōto. (Tradução literal: Quanto a Kyōto, existem flores.) |
| Verbo: "a fim de, no intuito de"                                                                                  | Mizu o mitsukeru ni wa みずをみつけるには | No intuito de encontrar água |
| noの | Funciona como: indicador possessivo, ligação entre substantivos, marcador de tópico (orações subordinadas), nominalização Quando nominalizando frases inteiras, o no pode funcionar tanto como ênfase ou como uma pergunta, dependendo tom de voz. Semelhante ao Português, um tom mais baixo denota uma declaração, e um tom mais alto uma pergunta. O seu uso para marcar demonstrações tende a ser mais usado por mulheres. | Funciona como: indicador possessivo, ligação entre substantivos, marcador de tópico (orações subordinadas), nominalização Quando nominalizando frases inteiras, o no pode funcionar tanto como ênfase ou como uma pergunta, dependendo tom de voz. Semelhante ao Português, um tom mais baixo denota uma declaração, e um tom mais alto uma pergunta. O seu uso para marcar demonstrações tende a ser mais usado por mulheres. |
| Substantivo: possessão                                                                                            | sensei no kuruma 先生の車 | O carro do professor |
| Substantivo: possessão                                                                                            | watashi no konpyuuta 私のコンピューター | Meu computador. |
| Substantivo: possessão                                                                                            | anata no shukudai あなたの宿題 | sua lição de casa. |
| Substantivo: ligação entre substantivos                                                                           | kuruma no Toyota 車のトヨタ | Carros Toyota [empresa] |
| Substantivo: marcador do assunto em orações subordinadas (Veja também: ga)                                        | Kare no tsukutta kēki wa oishikatta. 彼の作ったケーキはおいしかった。 | O bolo que ele fez estava saboroso. |
| Adjetivos do tipo "i": nominalização                                                                              | Yasui no wa, kore. 安いのは、これ。 | Este é o mais barato. |
| Verbo: nominalização                                                                                              | Taberu no ga daisuki. 食べるのが大好き。 | Eu amo comer. |
| Frases: nominalização                                                                                             | Mō, tabeta no? もう、食べたの？ | Você já comeu? |
| Frases: nominalização                                                                                             | Kuruma na no? 車なの？ | É um carro? |
| Frases: nominalização                                                                                             | Kare ni mō ageta no yo! 彼にもうあげたのよ！ | Eu já entreguei para ele! |
| no deので | Tradução: "causa" Etimologia: no + de Coloquialmente, no de é abreviado para n de. | Tradução: "causa" Etimologia: no + de Coloquialmente, no de é abreviado para n de. |
| Frases | Tesuto ga aru no de, ikenai. テストがあるので、行けない。 | Porque eu tenho um teste, não posso ir. |
| Frases | Gakkō na no de, kin'en da. 学校なので、禁煙だ。 | Por isto ser uma escola, não fume. |
| nomiのみ | Tradução: "apenas, somente" Nomi é mais formal e menos comum que dake. Diferente de dake, seu uso é mais comum quando a quantidade é maior. | Tradução: "apenas, somente" Nomi é mais formal e menos comum que dake. Diferente de dake, seu uso é mais comum quando a quantidade é maior. |
| Substantivo | Tō-ten de wa, Nihon en nomi go-riyō itadakemasu. 当店では、日本円のみご利用頂けます。 | Esta loja aceita apenas iene japonês. |
| no niのに | Tradução: "apesar de, embora, mesmo que; teria; a fim de" Etimologia: no + ni Substantivos e adjetivos do tipo “na” devem ser seguidos por na antes de usar estar partícula. No ni tem um significado mais forte que kedo quando usado para significar "apesar de", e transmite arrependimento quando usado para significar "teria". | Tradução: "apesar de, embora, mesmo que; teria; a fim de" Etimologia: no + ni Substantivos e adjetivos do tipo “na” devem ser seguidos por na antes de usar estar partícula. No ni tem um significado mais forte que kedo quando usado para significar "apesar de", e transmite arrependimento quando usado para significar "teria". |
| Adjetivos, verbos: "apesar de"                                                                                    | Benkyō shiteiru no ni, eigo ga hanasenai. 勉強しているのに、英語が話せない。 | Apesar de estar estudando, Eu não consigo falar Inglês. |
| Adjetivos (condicional), verbos (condicional): "teria"                                                            | Kaette kitara, yokatta no ni. 帰ってきたら、よかったのに。 | Teria sido muito bom se você tivesse voltado pra casa. |
| Verb (plain form): "in order to"                                                                                  | Hikkosu no ni torakku ga hitsuyō da. 引っ越すのにトラックが必要だ。 | (In order) to move, you need a truck. |
| oを | Funciona como: objeto direto Tradução: "através de, de [uma origem], desde, passado (apenas verbos de movimento)" É escrito com を porém pronunciado como お ‘’o’’. | Funciona como: objeto direto Tradução: "através de, de [uma origem], desde, passado (apenas verbos de movimento)" É escrito com を porém pronunciado como お ‘’o’’. |
| Substantivo: objeto direto                                                                                        | Neko ga esa o tabeta. 猫が餌を食べた。 | O gato comeu a comida. |
| Substantivo: através de, etc. (movimento)                                                                         | Sora o tobu 空を飛ぶ | Voar através do céu |
| sa/saaさ・さあ・さぁ                                                                                              | Função: Partícula no final da sentença (Masculino), indica explicação de fato óbvio. É mais suave que yo. Saa: Partícula no final da sentença (feminino), usado como o ne, mas é muito coloquial quando usado com muita frequência. | Função: Partícula no final da sentença (Masculino), indica explicação de fato óbvio. É mais suave que yo. Saa: Partícula no final da sentença (feminino), usado como o ne, mas é muito coloquial quando usado com muita frequência. |
| Frases: masculino sa                                                                                              | Kanojo ga inai kara, dansu niwa ikanai sa. 彼女がいないから、ダンスには行かないさ。 | Como eu não tenho uma namorada, então eu não irei ao baile. |
| Phrases: saa | Kinō saa, gakkō de saa, sensei ni saa, chūi sarete saa, chō mukatsuita. 昨日さあ、学校でさあ、先生にさあ、注意されてさあ、超むかついた。 | ontem sabe, na escola, sabe, o professor, sabe, percebeu, sabe, e se zangou muito. |
| saeさえ | Sae: "até mesmo" Note que o significado sobrepõe-se com mo. sae implica (geralmente) ênfase positiva que o grau evidente de algo é maior do que o inicialmente esperado. Pode ser seguido por mo para ênfase adicional. Contrasta com sura. | Sae: "até mesmo" Note que o significado sobrepõe-se com mo. sae implica (geralmente) ênfase positiva que o grau evidente de algo é maior do que o inicialmente esperado. Pode ser seguido por mo para ênfase adicional. Contrasta com sura. |
| Substantivos | Kanji sae kakeru. 漢字さえ書ける。 | Ele pode até escrever kanji. |
| de saeでさえ | Tradução: "até mesmo" Etimologia: de + sae De sae substitui wa e ga, por cima de demo. | Tradução: "até mesmo" Etimologia: de + sae De sae substitui wa e ga, por cima de demo. |
| Substantivos | Sonna koto wa saru de sae dekiru. そんなことは猿でさえできる。 | Até um macaco pode fazer isso. |
| sae...ba/raさえ…ば・ら                                                                                            | Função: sae seguido por um verbo na condicional, significa "se somente". | Função: sae seguido por um verbo na condicional, significa "se somente". |
| Substantivos | Kore sae nomeba, futsukayoi ga naoru yo. これさえ飲めば、二日酔いが直るよ。 | Se você apenas tomar este, estará curado da ressaca. |
| shiし | Tradução: "e também / além disso" (conjunção) | Tradução: "e também / além disso" (conjunção) |
| Adjetivos, verbos                                                                                                 | Kirei da shi, hiroi shi, ii ne, kono apaato! きれいだし、広いし、いいね、このアパート。 | é limpo, e também espaçoso; que ótimo, este apartamento! |
| shikaしか | Tradução: "somente, apenas, nada mais que" Shika deve ser seguido por um verbo negativo. Shika pode ser composta como dakeshika, kirishika, e nomishika (mais o verbo negativo) para salientar uma quantidade ou frequência extremamente limitada. | Tradução: "somente, apenas, nada mais que" Shika deve ser seguido por um verbo negativo. Shika pode ser composta como dakeshika, kirishika, e nomishika (mais o verbo negativo) para salientar uma quantidade ou frequência extremamente limitada. |
| Substantivos | Ichi en dama shika nai. 一円玉しかない。 | Não tenho nada mais que uma moeda de um iene. |
| Verbo | Yūbin-kyoku ni iku shika nai. 郵便局に行くしかない。 | A única coisa [a fazer] é ir ao correio. |
| suraすら | Tradução: "nem mesmo" Observe que o significaso sobrepõe com mo. Sura implica ênfase (geralmente) negativa que o grau evidente de algo é menor do que o inicialmente esperado. Oposto de sae. | Tradução: "nem mesmo" Observe que o significaso sobrepõe com mo. Sura implica ênfase (geralmente) negativa que o grau evidente de algo é menor do que o inicialmente esperado. Oposto de sae. |
| Substantivos | Kanji sura kakenai. 漢字すら書けない。 | Nem mesmo kanji posso escrever. |
| toと | Tradução: "e" (conjunção); "com" ou "" (preposição); "se"; citação. | Tradução: "e" (conjunção); "com" ou "" (preposição); "se"; citação. |
| Substantivos: conjunção                                                                                           | sore to kore それとこれ | Isso e isto |
| Substantivos: conjunção                                                                                           | sore to kore to それ と これ と | isso ou isto |
| Verbos: transition/state change                                                                                   | taiyōkei dasshutsu e to chikazuite itta 太陽系 脱出 へ と 近づいて 行った｡ | Eles estavam chegando perto ao ponto de deixar o sistema solar. |
| Substantivo: preposição                                                                                           | Boku to ikitai? 僕と行きたい？ | Você quer ir comigo? |
| Verbo, adjectivos: "se"                                                                                           | Benkyō suru to wakaru. 勉強すると分かる。 | Eu vou entender, se você estudar. |
| Qualquer frase: cotação                                                                                           | Umi made! to sakenda. 「海まで！」と叫んだ。 | "Para o mar!" ele gritou. |
| to kaとか | Função: Uma partícula de listagem usado como nado. Frequentemente usado com a palavra nani (o que) na forma nantoka ("algo ou outro"). Etimologia: to + ka | Função: Uma partícula de listagem usado como nado. Frequentemente usado com a palavra nani (o que) na forma nantoka ("algo ou outro"). Etimologia: to + ka |
| Substantivos | Kani to ka, hotate to ka, zenbu tabeta yo. 蟹とか、帆立とか、全部食べたよ。 | Nós tinhamos caranguejos, vieiras, [e outras coisas,] e nós comemos tudo. |
| to moとも (共) | Tomo (共): "both, all of the" To mo (no kanji): "mesmo que, embora; se; [enfase]" Se for seguido por um substantivo e usado como verbo negativo, seu significado muda para "nada/nenhum". Etimologia: to + mo | Tomo (共): "both, all of the" To mo (no kanji): "mesmo que, embora; se; [enfase]" Se for seguido por um substantivo e usado como verbo negativo, seu significado muda para "nada/nenhum". Etimologia: to + mo |
| Counted nouns | Watashi wa, aitsura ga futari tomo kirai da. 私は、あいつらが、二人とも嫌いだ。 | Eu odeio ambos os garotos. |
| Counted nouns | Zannen nagara, sono kuruma wa san dai tomo irimasen. 残念ながら、その車は三台とも要りません。 | Infelizmente, nós precisamos de nenhum daqueles três carros. |
| Verbos que expressam vontade                                                                                      | Dō shiyō to mo amari susumanai. どうしようともあまり進まない。 | Não importa como Nós tentamos [fazer algo], não temos muito progresso. |
| Forma adverbial (continua) de adjetivos do tipo “i”                                                               | Sukunaku to mo go-jū mairu aruite kita. 少なくとも五十マイル歩いてきた。 | Nós andamos pelo menos cinquenta milhas [para chegar aqui]. |
| Forma adverbial (continua) de adjetivos do tipo “i”                                                               | Osoku to mo itte miyō yo. 遅くともいってみようよ。 | Mesmo que seja tarde, vamos conferir. |
| Verbo (junto com o mesmo verbo no negativo)                                                                       | Kau to mo kawanai to mo hakkiri shite imasen. 買うとも買わないともはっきりしていません。 | Não está claro se eles estão indo para comprar ou não. |
| Verbo, adjetivos É usado de forma similar a expressão, "como se [alguma coisa]”, “não importa se [alguma coisa]." | Waratte ii to mo. 笑っていいとも。 | Está tudo bem em rir. |
| Verbo, adjetivos É usado de forma similar a expressão, "como se [alguma coisa]”, “não importa se [alguma coisa]." | Ikimasen to mo. 行きませんとも。 | Como se eu fosse. |
| tteって | Escrito com って em hiragana, esta é uma outra forma de to. É uma versão simplificada de toiu (という), que enfatiza a palavra ou frase anterior com aspas (“”). Poder ser usado em citações diretas e indiretas, como também enfatizar uma palavra ou conceito. tte é casual, e (por ser uma citação direta) o nível de formalidade não necessariamente reflete no falante. Se você deseja ser seguramente formal, use para iimasu em vez de TTE . | Escrito com って em hiragana, esta é uma outra forma de to. É uma versão simplificada de toiu (という), que enfatiza a palavra ou frase anterior com aspas (“”). Poder ser usado em citações diretas e indiretas, como também enfatizar uma palavra ou conceito. tte é casual, e (por ser uma citação direta) o nível de formalidade não necessariamente reflete no falante. Se você deseja ser seguramente formal, use para iimasu em vez de TTE . |
| Qualquer frase | Sugu kimasu tte すぐ来ますって。 | Poderia ser, "Ele disse que ele vai vir em breve" ou, "Ele disse: 'Eu vou vir em breve.'". |
| Qualquer frase | Arabiago tte, muzukashikunai? アラビア語って難しくない？ | "”O árabe” não é difícil?" (Enfatiza a palavra; ao invés de というものは ou は) |
| ttebaってば | Função:'Forte marcador de ênfase, especialmente quando o falante aparenta estar impaciente. Etimologia: te + ba | Função:'Forte marcador de ênfase, especialmente quando o falante aparenta estar impaciente. Etimologia: te + ba |
| Qualquer frase: citação                                                                                           | kōhī datteba ! コーヒーだってば！ | Eu disse "café"! |
| waは | は wa é um marcador de tópico. É escrito com o hiragana は ha, ao invés de わ, wa. Não deve ser confundido com a partícula が. | は wa é um marcador de tópico. É escrito com o hiragana は ha, ao invés de わ, wa. Não deve ser confundido com a partícula が. |
| waわ | わ wa é usado ao final da sentença para estabelecer uma conexão emocional. É usado por ambos os gêneros e com tom de voz descendente especialmente no dialeto de Kansai, Nagoya e outros lugares, mulheres geralmente usam um tom ascendente. Isto transmite uma certa diferença na vontade e intenção do falante. | わ wa é usado ao final da sentença para estabelecer uma conexão emocional. É usado por ambos os gêneros e com tom de voz descendente especialmente no dialeto de Kansai, Nagoya e outros lugares, mulheres geralmente usam um tom ascendente. Isto transmite uma certa diferença na vontade e intenção do falante. |
| yaや | Ya é usado para fazer listas incompletas de coisas (comumente substantivos). Para uma lista maior, a partícula to é usada ao invés de “ya”. | Ya é usado para fazer listas incompletas de coisas (comumente substantivos). Para uma lista maior, a partícula to é usada ao invés de “ya”. |
| | Watashi no suki na tabemono wa okashi ya pan ya mikan nado desu 私の好きな食べ物はお菓子やパンやミカンなどです。 | "Eu gosto de lanches, pães e tangerinas." |
| yaraやら | É uma partícula que denota uma lista de dois ou mais itens, pode as vezes demonstrar incerteza nos itens listados. | É uma partícula que denota uma lista de dois ou mais itens, pode as vezes demonstrar incerteza nos itens listados. |
| yoよ | Yo aparece no final da sentença, é usado para fazer asserções. Compare com zo e ze abaixo. Yo as vezes é usado após um substantivo e funciona como um marcador vocativo. É especialmente usado em discursos, poesias e canções antigas. | Yo aparece no final da sentença, é usado para fazer asserções. Compare com zo e ze abaixo. Yo as vezes é usado após um substantivo e funciona como um marcador vocativo. É especialmente usado em discursos, poesias e canções antigas. |
| | Kaeru yo! 帰るよ！ | "Estou indo pra casa!" |
| Saraba, tomo yo さらば友よ。                                                                                      | "Adeus, amigo!" | |
| yoriより | Yori pode significar "de [uma origem]", e também é usado para fazer comparações. Yori é comumente escrito em hiragana. | Yori pode significar "de [uma origem]", e também é usado para fazer comparações. Yori é comumente escrito em hiragana. |
| | Kono densha-wa, Kashiwa-yori saki wa kaku eki-ni tomarimasu この電車は柏より先は各駅に止まります。 | "Este trem fará paradas em cada estação após Kashiwa". |
| Dare-yori-mo kanemochi-ni naritai 誰よりも金持ちになりたい。                                                      | "Quero me tornar mais rico que qualquer outro". | |
| zeぜ | ze indica asserção. Mais usado por homens de forma informal. Compare com yo e zo. | ze indica asserção. Mais usado por homens de forma informal. Compare com yo e zo. |
| zoぞ | zo indica asserção. Usado principalmente por homens, é considerado um pouco mais positivo que “ze. Compare com yo e ze acima. | zo indica asserção. Usado principalmente por homens, é considerado um pouco mais positivo que “ze. Compare com yo e ze acima. |
| zutsuずつ | Zutsu denota uma distribuição igual ou gradual de quantidade por exemplo: "em um momento", "um por vez", de "de um em um", "cada", "em cada um". Geralmente segue substantivo contados, e é escrito em hiragana. | Zutsu denota uma distribuição igual ou gradual de quantidade por exemplo: "em um momento", "um por vez", de "de um em um", "cada", "em cada um". Geralmente segue substantivo contados, e é escrito em hiragana. |
| Substantivo: contado                                                                                              | Chokorēto-o ni-ko-zutsu tabemashita チョコレートを二個ずつ食べました。 | "Eu comi dois pedaços de chocolate em cada (contados)." ou "De cada um eu comi dois pedaços de chocolate (de uma grande quantidade)." |

## Contraste

### に (ni)e で (de)
"Ni" e "de" podem ambas ser usadas para mostrar um local, correspondendo as preposições "no/na" ou "em" do Português. Seus usos são mutuamente exclusivos.
"Ni", quando usado para mostrar uma localização, é usado somente com verbos estáticos como iru, "estar, existir;" aru, "estar, existir, ter;" e sumu, "viver, morar, habitar." 
日本に住んでいる。 (Nihon-ni sunde iru. "Eu moro no Japão.")
"De" é usado com verbos de ação para transmitir o local de ação, em oposição a localização do falante. 
学校で寝る。 (Gakkō-de neru. "Eu durmo na escola.") 

### に (ni)e へ (e)
"Ni" e "e" podem ser usados para indicar direção, que significa "para a", "à" ou "ao" em português. É talvez mais perto do "na" do português em termos de uso (ver exemplo abaixo).
Se "ni" for usado no sentido de direção, pode-se usar "e" em seu lugar, entretanto, "ni" quando usado em outros sentidos não pode ser substituído por "e": 
学校に行く。 (Gakkō ni iku. "Vou para a escola"), onde 学校 gakkō, "escola", é o destino de 行く iku, "ir". 

学校にいる。 (Gakkō ni iru. "Estou na escola"), onde 学校 gakkō, "escola", é o local de いる iru, "estar", não o destino. 
友達に会う。 (Tomodachi ni au "Vou me encontrar com meus amigos") Onde 友達 tomodachi, "amigos", é o Objeto indireto de 会う au, "encontrar", não um destino.
*Tomodachi e au *"Vou me encontrar aos meus amigos" não está correto porque "encontrar" não é um verbo de movimento. 

本を買いに行った。 (Hon o kai ni itta "Fui para comprar um livro"), onde 買いに kai ni, "para comprar" mostra propósito ou intenção, e é um advérbio, não um destino.
Prefere-se usar e no lugar de ni, já que ni nem sempre é usado para indicar direção:
友達に会いに京都へ行った。 (Tomodachi ni ai ni Kyōto e itta. "Eu fui à Kyoto para encontrar com meus amigos.") 

### が (ga) e を (o)
Em alguns casos, "ga" e "o" são trocáveis. Por exemplo, com a forma 'tai' significando "quero", é possível dizer qualquer uma das seguintes frases: 
ご飯が食べたい。 (Gohan ga tabetai. "Quero comer arroz.")
Similarmente, o 好き(suki), um adjetivo do tipo 'na' que significa "gostar", pode receber "ga" ou "o": 
君が好きだ。 (Kimi ga suki da "Eu gosto de você.") 

### に (ni) e と (to)
"Ni"  e "to" às vezes são trocáveis em formas como になる (ni naru) e となる (to naru). "ni naru" sugere uma mudança mais natural (tornar), enquanto que "to naru", sugere uma mudança para o estado final (transformar/virar). 

### や (ya) e と (to)
"ya" é usado para listas incompletas, enquanto que "to" é usado para listas completas.